# Один подих (Цілком таємно)

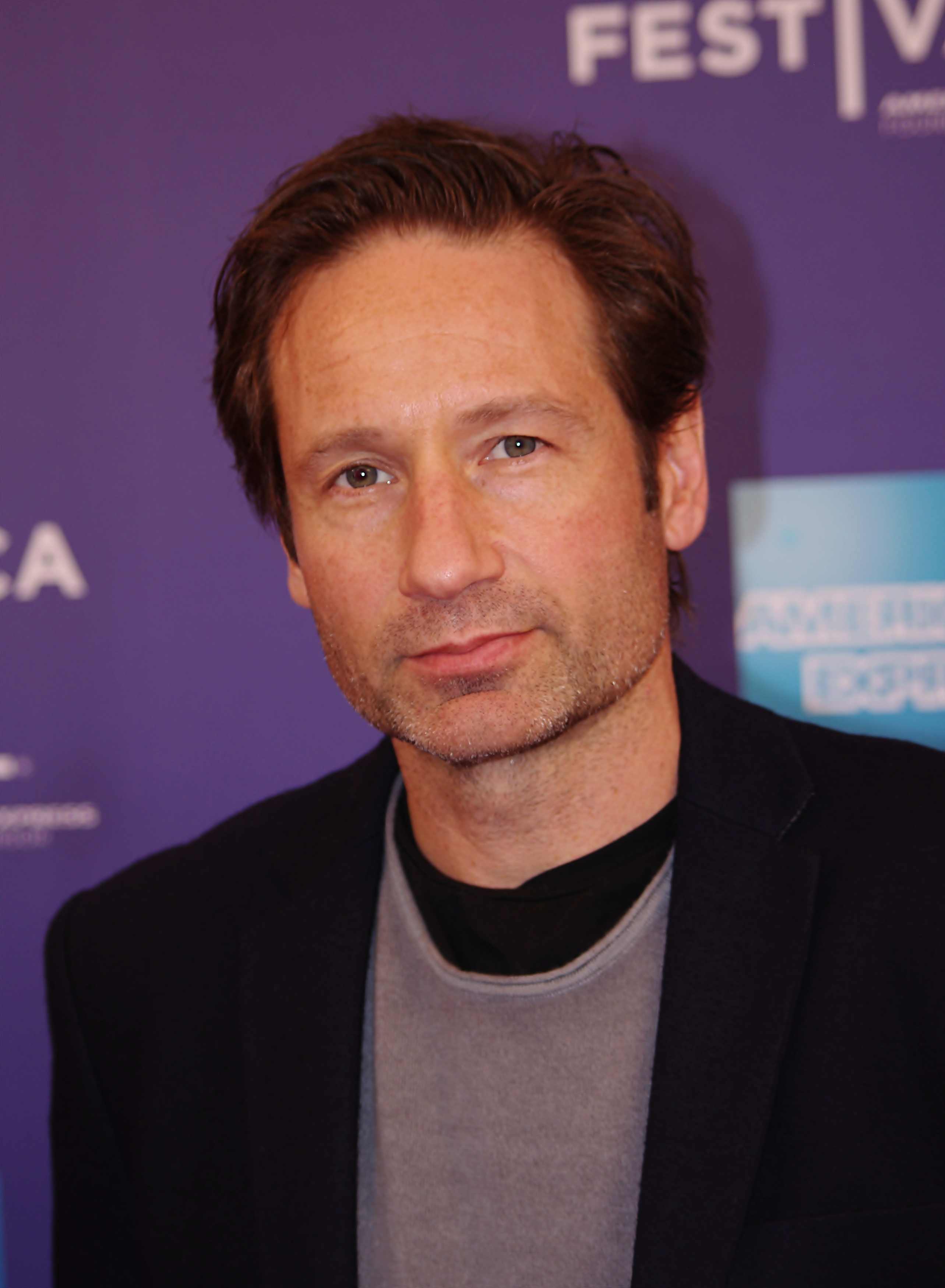

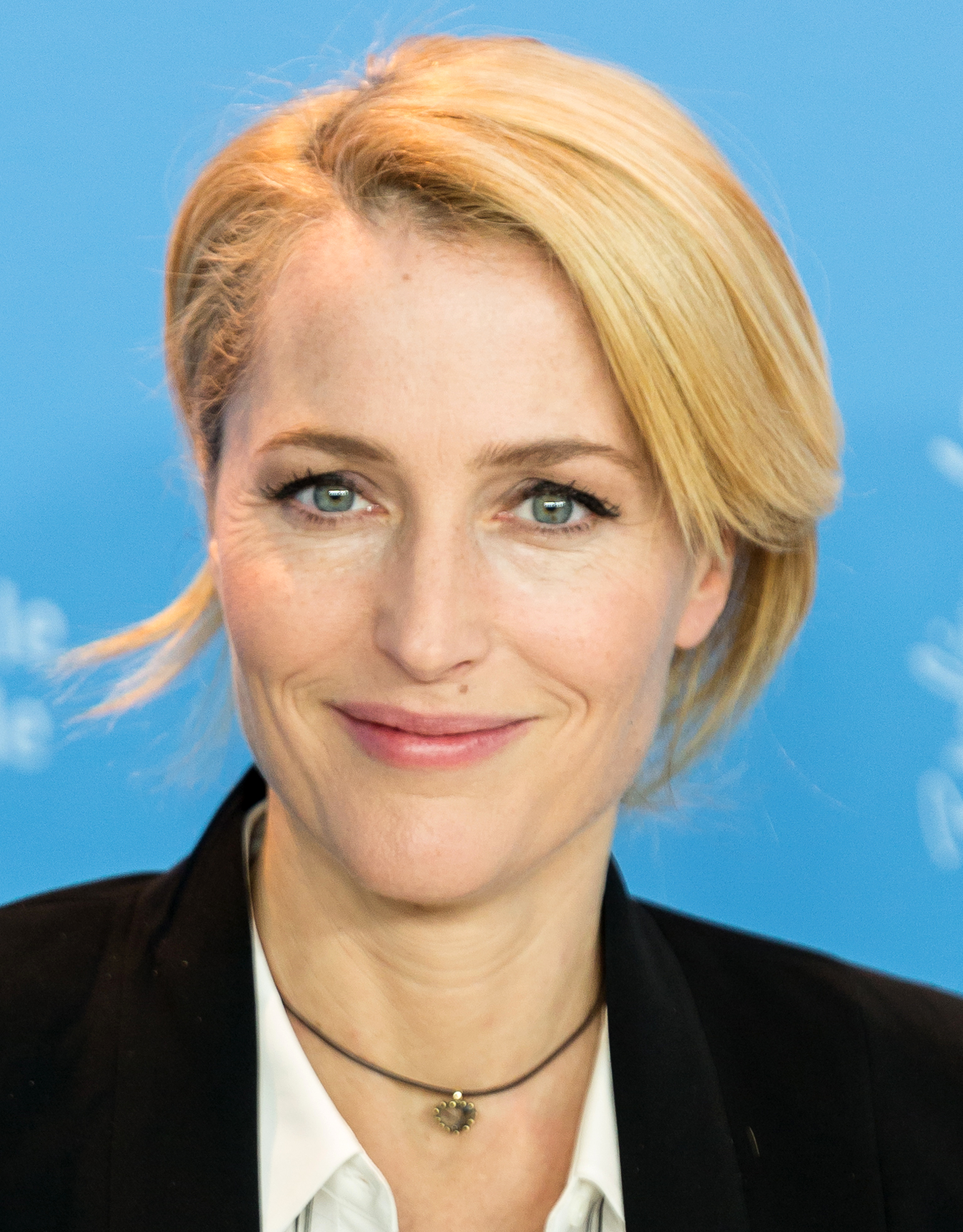

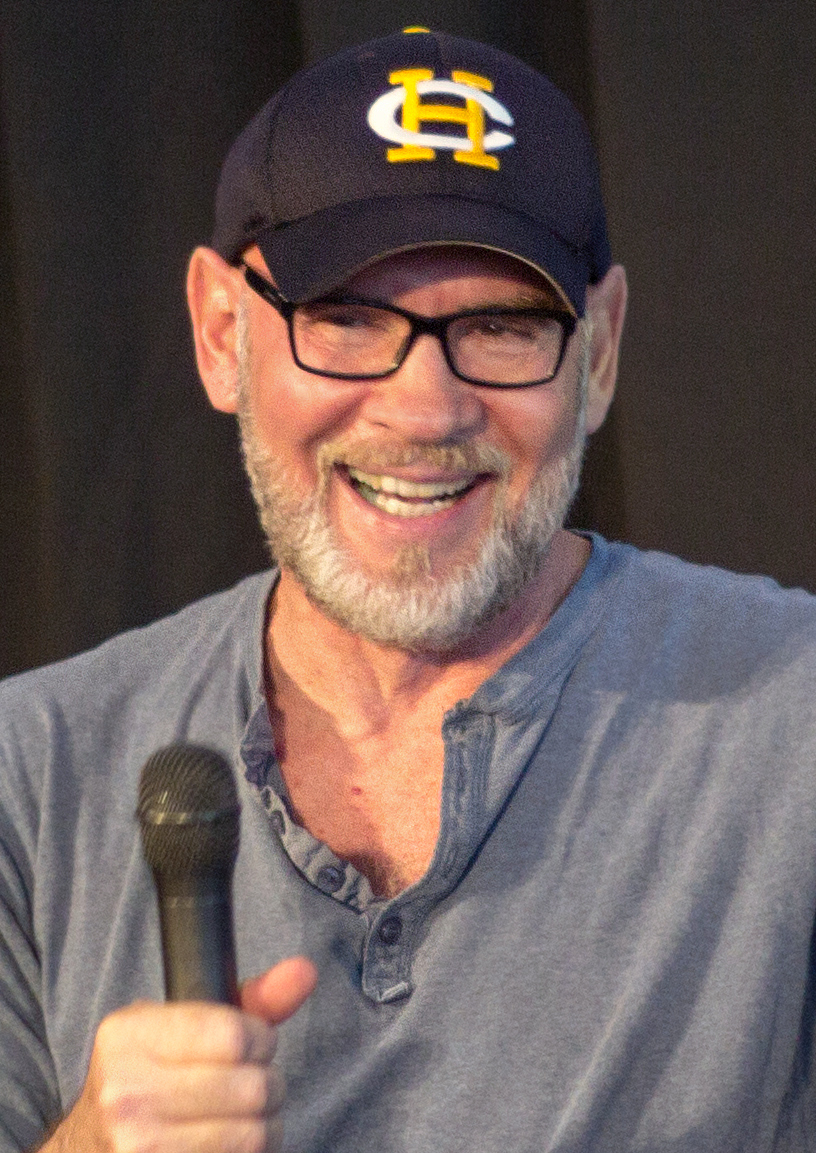

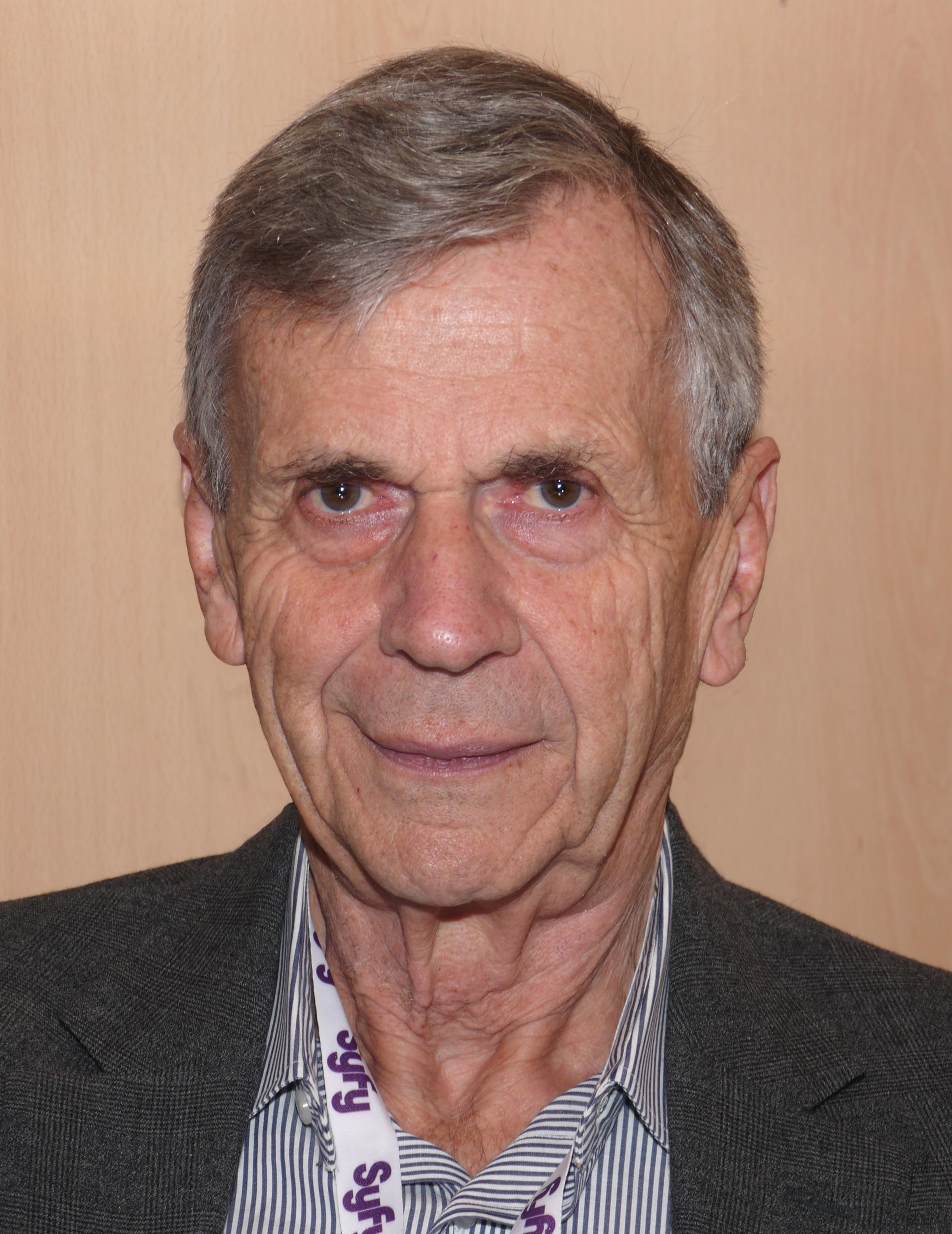

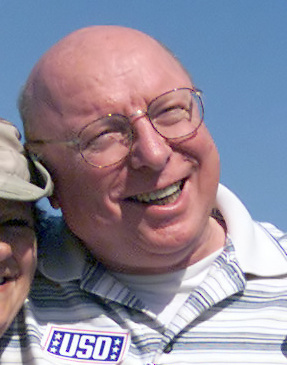

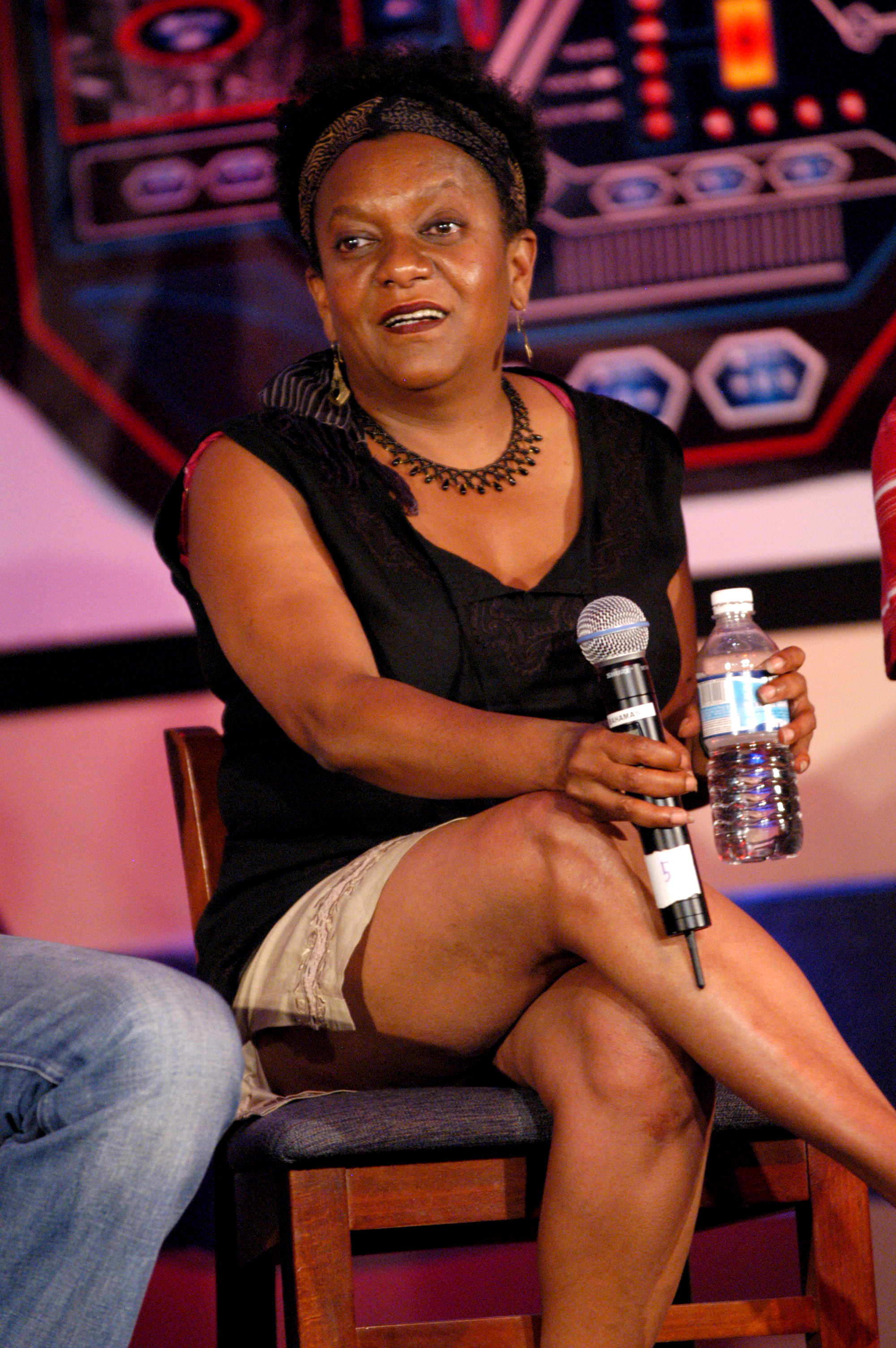

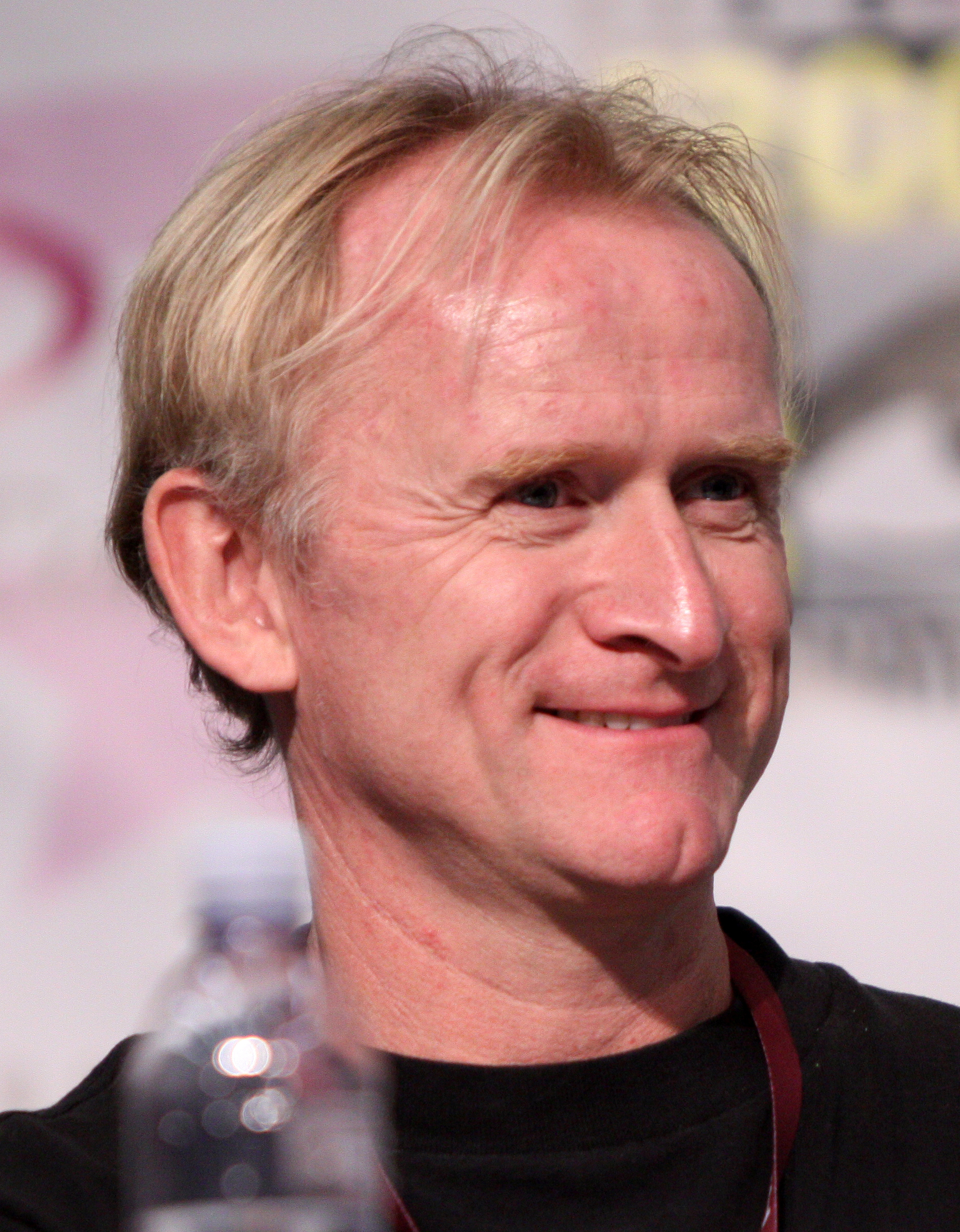

Один подих (англ. One Breath) — восьма частина другого сезону серіалу «Цілком таємно» («Секретні матеріали»).

## Зміст
Мати Дейни, Маргарет, розповідає Малдеру історію про те, як в дитинстві Скаллі разом з братом та товаришами по іграх застрелила змію, а після дуже шкодувала про це. Вона визнає, що вже готова змиритися зі смертю Дейни та показує Малдеру надгробний камінь, приготований для Скаллі. Однак Фокс відмовляється вірити в смерть напарниці.
Тим часом Скаллі таємничим чином виявляється в одному з медичних центрів Вашингтона, перебуваючи у комі. Малдер у нестямі і вимагає надати інформацію про те як вона до центру потрапила. Його виводять з госпіталю під охороною, але пізніше Фокс заспокоюється і зустрічається з доктором Делі, який повідомляє, що ніхто не може з'ясувати причини такого стану Дейни. Він каже Малдеру і місіс Скаллі, що у Дейни є складений заповіт, згідно з яким її повинні відключити від апаратів в разі погіршення її стану до певних критеріїв, а Фокс — ручитель. Біля лікарняного ліжка Скаллі Малдер знайомиться з її старшою сестрою Мелісою.
Тим часом у Скаллі бачення — ніби вона сидить в човні, прив'язаному мотузкою до причалу, де стоять Малдер і Мелісса, а за ними — медсестра Оуенс.
Фрогікі відвідує Скаллі і викрадає її медичну карту, яку потім вивчають «Самотні стрільці». За допомогою ще одного члена групи на прізвисько «Мислитель» "Самотні стрільці " отримують інформацію, що кров Дейни містить розщеплені ДНК, які можуть бути використані для ідентифікації, але в даний час не є активні і становлять просто токсичними продуктами розпаду в її організмі. Також Байєрс повідомляє, що імунна система Скаллі повністю зруйнована.
Загадкова медсестра Оуенс відвідує Скаллі і намагається достукатися до її свідомості, коли Дейна перебуває в комі. Пізніше Малдер відвідує Дейну в той час, як інша медсестра бере у неї аналізи крові. Коли всі відволікаються, невідомий чоловік викрадає колбу із зразком крові Скаллі й намагається втекти. Малдер наздоганяє його на парковці, де зіштовхується з Містером Х, який вимагає, щоб Фокс припинив намагатися з'ясувати, що ж сталося зі Скаллі, і дозволив їй померти. Після Містер Х вбиває викрадача крові. Коли помічник директора ФБР Волтер Скіннер викликає Малдера до себе в офіс через інцидент, Малдер заперечує будь-яку свою участь в цьому і стверджує, що «Курець» знаходиться у відповіді за те, що сталося з його напарницею. Малдер жадає знати, де його знайти, але Скіннер відмовляється повідомити Фоксу цю інформацію.
В іншому баченні Скаллі лежить на столі, а її відвідує дух померлого батька — він вимагає не здаватися.
Малдер сидить з Мелісою в кафетерії лікарні, коли незнайома жінка просить його допомогти зі здачею з автомата по продажу сигарет. Коли вона говорить, що пачка «Морлі» вже там і йде — а вона такий сорт не курить, Малдер відкриває сигаретну упаковку і знаходить в ній адресу «Курця». Малдер вривається в будинок «Курця», бере його на приціл і вимагає пояснити чому Скаллі забрали замість нього. «Курець» стверджує, що обидва агенти ФБР подобаються йому, ось чому Скаллі повернули. «Курець» говорить Малдеру, що той ніколи не дізнається правди, якщо вб'є його, так що Фокс ховає зброю.
Малдер повертається в штаб-квартиру ФБР і друкує заяву про звільнення, яке вручає Скіннеру. Поки Малдер пакує речі, Скіннер приходить до нього в кабінет і відмовляє його йти, розповідаючи історію зі свого життя (будучи у В'єтнамі, він отримав поранення і ненадовго залишав своє тіло). Скіннер відмовляється прийняти заяву Малдера про відставку, а Малдер розуміє, що Волтер — один з тих, хто передав Фоксу адресу «Курця». Прямуючи до паркінгу, Малдер зустрічає Містера Х, який розповідає йому, що вночі у нього буде шанс помститися, коли людина, що на його думку, має інформацію про Скаллі, з'явиться в квартирі Малдера в призначений час. Малдер чекає в засідці, коли до нього додому приходить Мелісса. Хоча спочатку він відмовляється йти, Меліссі вдається вмовити Малдера побачити Скаллі.
Наступного дня Скаллі приходить до тями. Малдера викликають в лікарню, там він повертає напарниці її натільний хрестик, Дейна повідомляє йому, що чула голос Фокса, поки була в комі. Скаллі каже йому, що не пам'ятає нічого після того, як була викрадена Дуейном Беррі . Пізніше Скаллі просить одну з медсестер покликати сестру Оуенс, так як хоче подякувати їй. Однак їй повідомляють, що ніяка медсестра на ім'я Оуенс в лікарні не працює.

## Знімались
| Актор             | Роль                   |
| ----------------- | ---------------------- |
| Девід Духовни     | Курець                 |
| Джилліан Андерсон | Дейна Скаллі           |
| Вільям Брюс Девіс | Курець                 |
| Мітч Піледжі      | Волтер Скіннер         |
| Мелінда Макгроу   | Мелісса Скаллі         |
| Шейла Ларкен      | Маргарет Скаллі        |
| Дон Сінклер Девіс | Вільям Скаллі          |
| Стівен Вільямс    | Містер Ікс             |
| Лорена Гейл       | сестра Вілкінс         |
| Брюс Харвуд       | Джон Фіцджеральд Байєр |
| Дін Гаглунд       | Річард Ленглі          |
| [[[Том Брайдвуд]] | Мелвін Фрогікі         |
| [[[Джей Бразо]]   | Дейлі                  |